# 싹

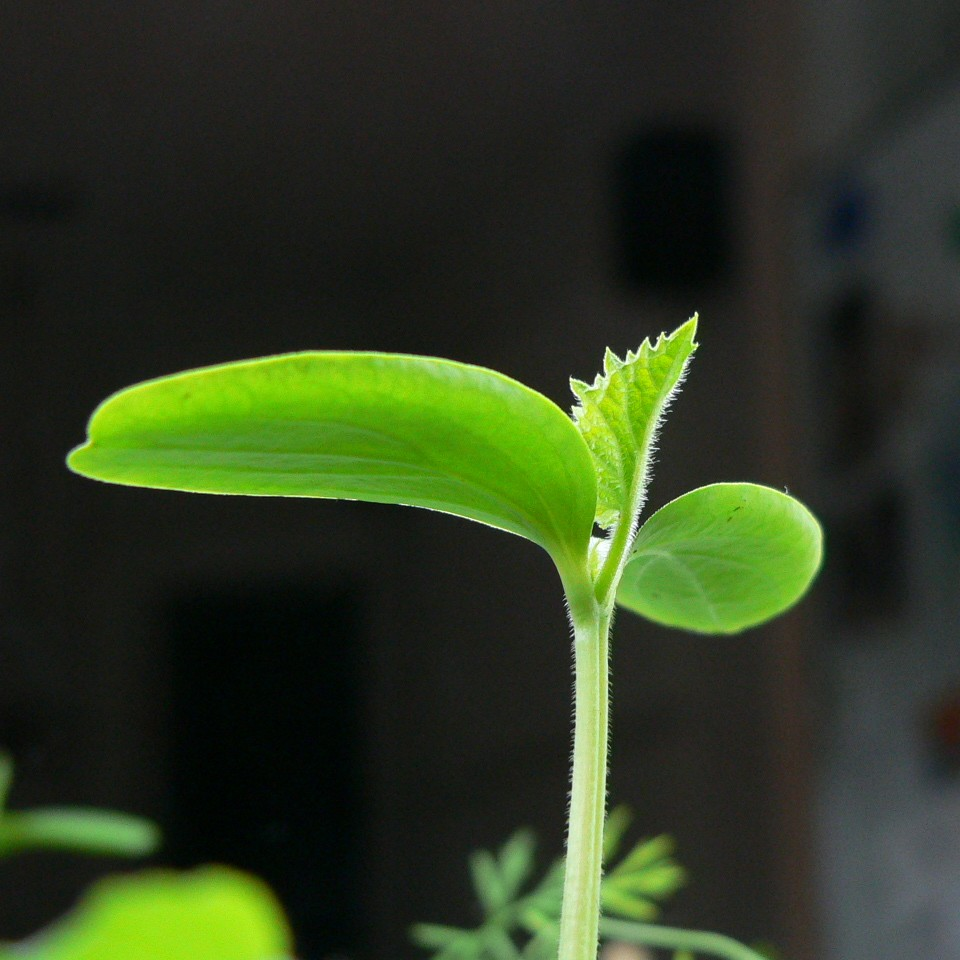
싹

싹(bud, sprout)은 땅에서 씨앗이 발아하는 것, 또는 목본식물에서 새로운 줄기나 꽃의 성장 등을 의미하는 식물의 성장 과정 중 하나이다. 식물의 싹은 잎, 측면 새싹, 꽃 줄기 및 꽃 봉오리와 같은 부속기와 함께 모든 식물 줄기로 구성된다. 새싹이 자라면서 세포는 단단하고 견고한 구조를 가진 2차 세포벽을 발달시킨다. 고사리와 같은 일부는 새싹을 먹을 수 없거나 맛이 떨어지게 만드는 독소를 생성하기도 한다.
새싹의 필수 구성 요소인 줄기는 새싹, 과일 및 잎의 축을 제공하는 역할을 한다.

## 종류
- 무순
- 밀싹
- 숙주나물
- 완두순
- 죽순
- 콩나물

## 같이 보기
- 눈 (식물학)
- 수관 (식물)
- 가시 (식물)